# Ahmed Vefik Pashá

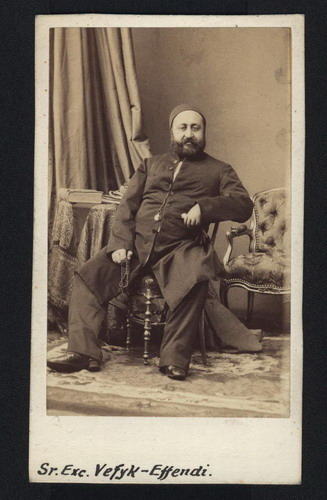
Ahmed Vefik Pasha, 1860.

Ahmet Vefik Pashá (Constantinopla, 3 de julio de 1823 - Estambul, 2 de abril de 1891) fue un notorio estadista, diplomático, dramaturgo y traductor otomano del periodo Tanzimat Fue comisionado de altos cargos incluyendo el de primer presidente del parlamento otomano. Fue también gran visir por dos periodos breves. Vefik asimismo fundó el primer teatro otomano e inició uno de los primeros acercamientos turcos al teatro occidental en Bursa, tradujo además varias obras de Molière.

## Biografía
Nacido de padres griegos, sus ancestros se habían convertido al islam. Comenzó su educación en Constantinopla y más tarde se mudó a París con su familia donde se graduó en el Lycée Saint-Louis. Trabajó como embajador en Teherán donde aprendió la lengua persa. En Teherán, fue el primero en usar la bandera turca en la embajada y declaró que el suelo de la embajada era tierra turca y estableció esta costumbre. Fue además pionero del panturquismo, ministro de educación y dos veces gran visir y escribió un diccionario turco.

## Obras
- Salnâme (1847)
- Lehƈe-i Osmanî (1876)